# 장뤼크 라가르스

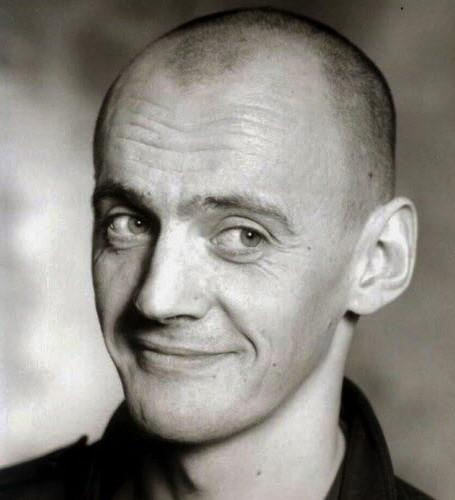

장뤼크 라가르스(Jean-Luc Lagarce, 1957년 2월 14일 ~ 1995년 9월 30일)는 프랑스의 작가, 극감독, 연출가이다.

## 생애
1957년 2월 14일 프랑스 오트손 지방 에리쿠르에서 태어났다. 부모가 푸조 공장 노동자로 있던 발랑티네에서 어린 시절을 보낸 후, 1975년 대학에서 철학 공부를 하기 위해 브장송으로 간 그는 브장송 국립연극원에도 등록한다.
1977년 연극원 동기들과 아마추어 극단, “마차극장”을 만들어 직접 연출을 맡아 베케트, 골도니, 자신의 작품을 공연하기 시작한다. 1979년 희곡 ＜카르타고＞가 ‘프랑스 퀼튀르(프랑스 문화)’ 라디오 방송에 낭독 형식으로 소개되기 시작한 이후 희곡 여러 편이 방송에서 낭독된다. 1980년 브장송대학에서 ＜서양에서의 연극과 권력＞이라는 논문으로 석사 학위를 받는다. 박사 과정을 중단하고 1981년부터 프로 극단이 된 “마차극장”에서 본격적인 연극 활동을 시작한다. 그는 라신, 몰리에르, 마리보, 페이도, 라비슈, 이오네스코 같은 대가들의 작품뿐만 아니라 비연극 작품을 각색한 작품이라든가 자신의 희곡을 포함해 20편의 작품을 연출한다. 1982년, 희곡 ＜마담 크니페르의 동프러시아 여행＞이 장클로드 팔 연출로 당시 코미디 프랑세즈 주관이던 오데옹 소극장에서 공연된다. 이렇게 해서 라가르스의 작품이 외부 연출가에 의해 공연되기 시작하고, “열린 연극”에서 출간된다. 그사이 다른 연출가에 의해 라가르스의 작품 네 편이 공연된다. 1990년 이후부터는 그의 작품이 계속 공연, 출판되면서 작가로서 이름이 알려진다. 1988년에 에이즈에 걸린 사실을 알게 되었지만 그는 이전부터 질병, 죽음, 실종에 대한 테마를 작품에서 다루고 있었다. 특히 1982년에 쓴 ＜페스트가 있던 해의 막연한 기억들＞에서 이러한 암시를 했다. 1983년과 1988년에 국립문예진흥원에서 지원금을 받은 바 있으며, 1990년에는 빌라 메디치에서 제정한 ‘레오나르다빈치상’을 수상하면서 창작 지원금을 받아 6개월간 베를린에 체류한다. 거기서 ＜단지 세상의 끝＞을 쓴다. 이후 자신의 희곡이 작품 심사를 거부당하자 2년간 집필을 중단하고 연출과 각색에 몰두한다. ＜단지 세상의 끝＞을 개작해 그의 마지막 작품이 된 ＜먼 나라＞를 완성한다. 1995년 9월 30일, 베데킨트의 ＜루루＞라는 작품을 연습하다 37세 나이로 사망했다.